# СНАР-10
СНАР-10 Леопард је осматрачки артиљеријски радар совјетске производње присутна у наоружању земаља некадашњег Варшавског блока и извесног броја армија које су припадале или припадају покрету несврстаних. У Совјетској армији познат је и под скраћеницом 1РЛ232, а у НАТО пакту му је додељен кодни назив Big Fred.

## Развој и производња
Године 1966. Главна управа артиљерије (ГАУ) је утврдила тактичко-техничке карактеристике за развој новог мобилног копненог радара за артиљеријско извиђање. Посебна пажња посвећена је преживљавању радарског система на бојном пољу, аутономији, мобилности и обради оперативних података. Пројекат је добио кодни назив "Леопард".
Првобитно је планирано да основа буде борбено возило пешадије БМП-1, али пошто то возило није било задовољавајуће због бројних потешкоћа, одлучено је у октобру 1969. године да се за платформу радара искористи оклопни артиљеријски тегљач МТ-ЛБ. Испитивања прототипа су завршена 30. децембра 1970. године, возило је уведено у наоружање Совјетске армије, а серијска производња је заказана за 1972. годину.
Због бројних произовођача и подизвођача, заказана производња је каснила, те је отпочела тек 1973. године у Тулском заводу "Арсенал". Годишња производња је била око 40 до 50 возила. Производња је обустављена 1991. године..

## Карактеристике
- Фреквентни опсег: К-појас (34,55 - 35,25 GHz)
- Излазна снага: 14-70 kW
- ПРФ: 2,540 Hz (>24 km домет); 4,410 Хз (до 26 km домет)
- Максимални домет за покретне мете
- Без МТИ: 10 km (100 mm удар гранате); 16 km (возила); 30 km (бродови)
- Са МТИ: возила 10 km
- Прецизно лоцирање
- Поларне координате: <=20 m (домет); <=2 mils (попречно)
- Мрежне кординате: радијална грешка <=30 m
- Време за лоцирање мете: 20s
- ширина сектора за претраживање: 26.4º
- Димензије радарског снопа: 0,36º x 1.3º
- Разликовање мете: 50m (домет), 6º (попречно)
- Време за ступање у дејство: 5 мин (припремљен положај), <=20 мин (неприпремљен положај)[2]

## Корисници
- Азербејџан
- Белгија
- Бугарска
- Јерменија
- Молдавија
- Пољска
- Румунија
- Русија
- Србија
- Словачка
- Украјина